# Apanteles epinotiae
Apanteles epinotiae är en stekelart som beskrevs av Henry Lorenz Viereck 1912. Apanteles epinotiae ingår i släktet Apanteles och familjen bracksteklar. Inga underarter finns listade i Catalogue of Life.